# Trambus (chassisvorm)

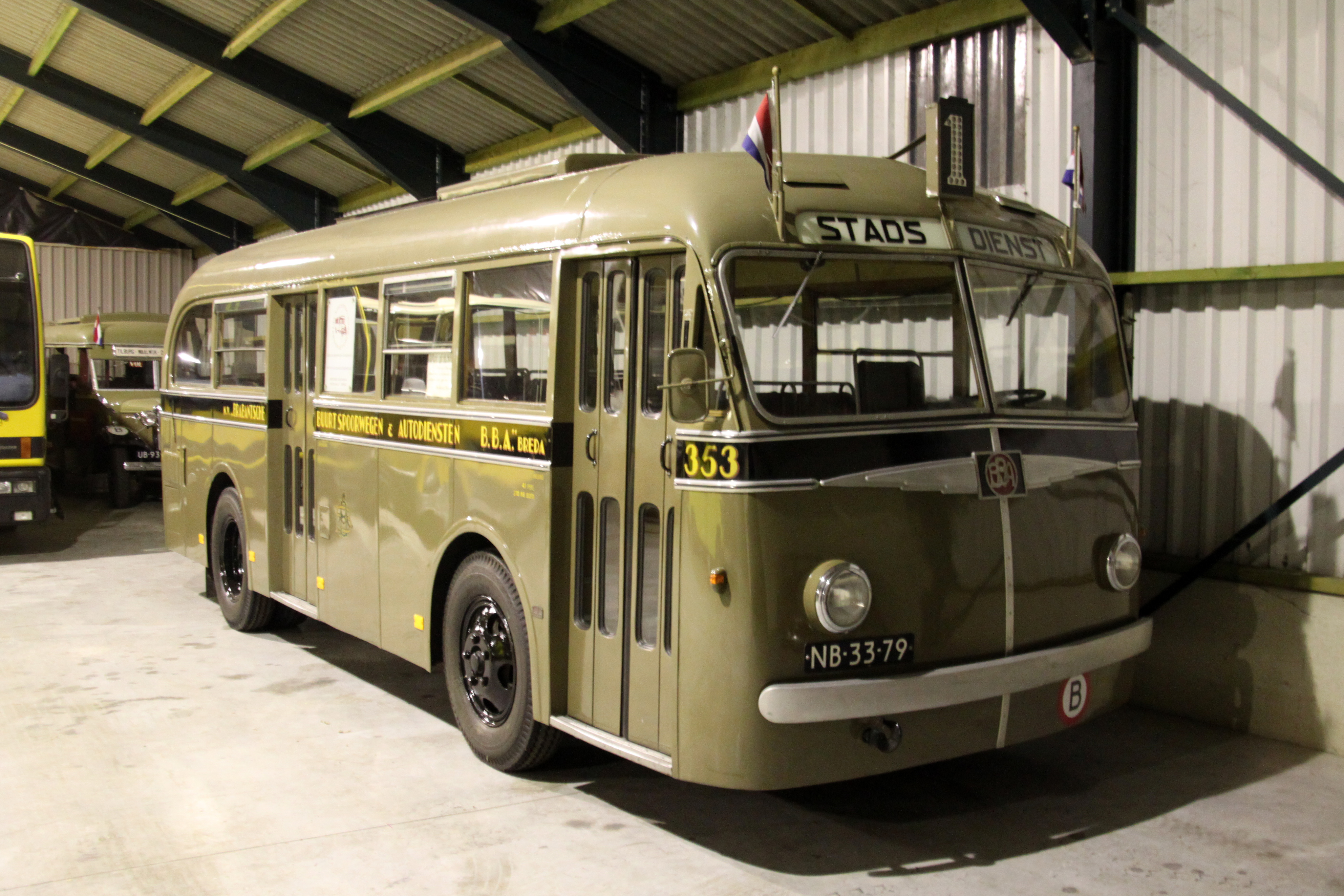
Ford 59B Trambus van de BBA uit 1947. De instapdeur bevindt zich op het voorbalkon, de vooras bevindt zich daarachter

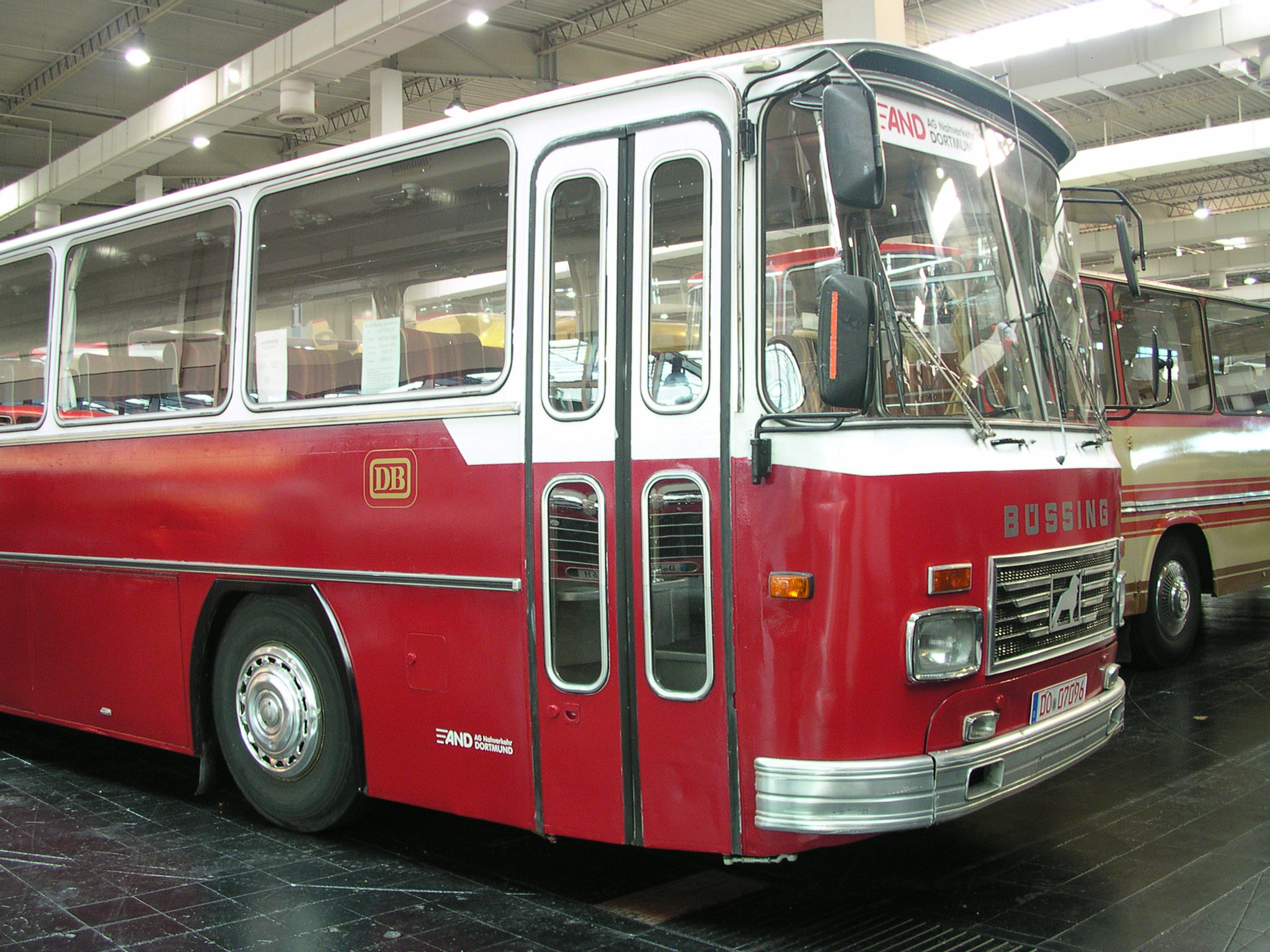
Duitse Büssing Trambus

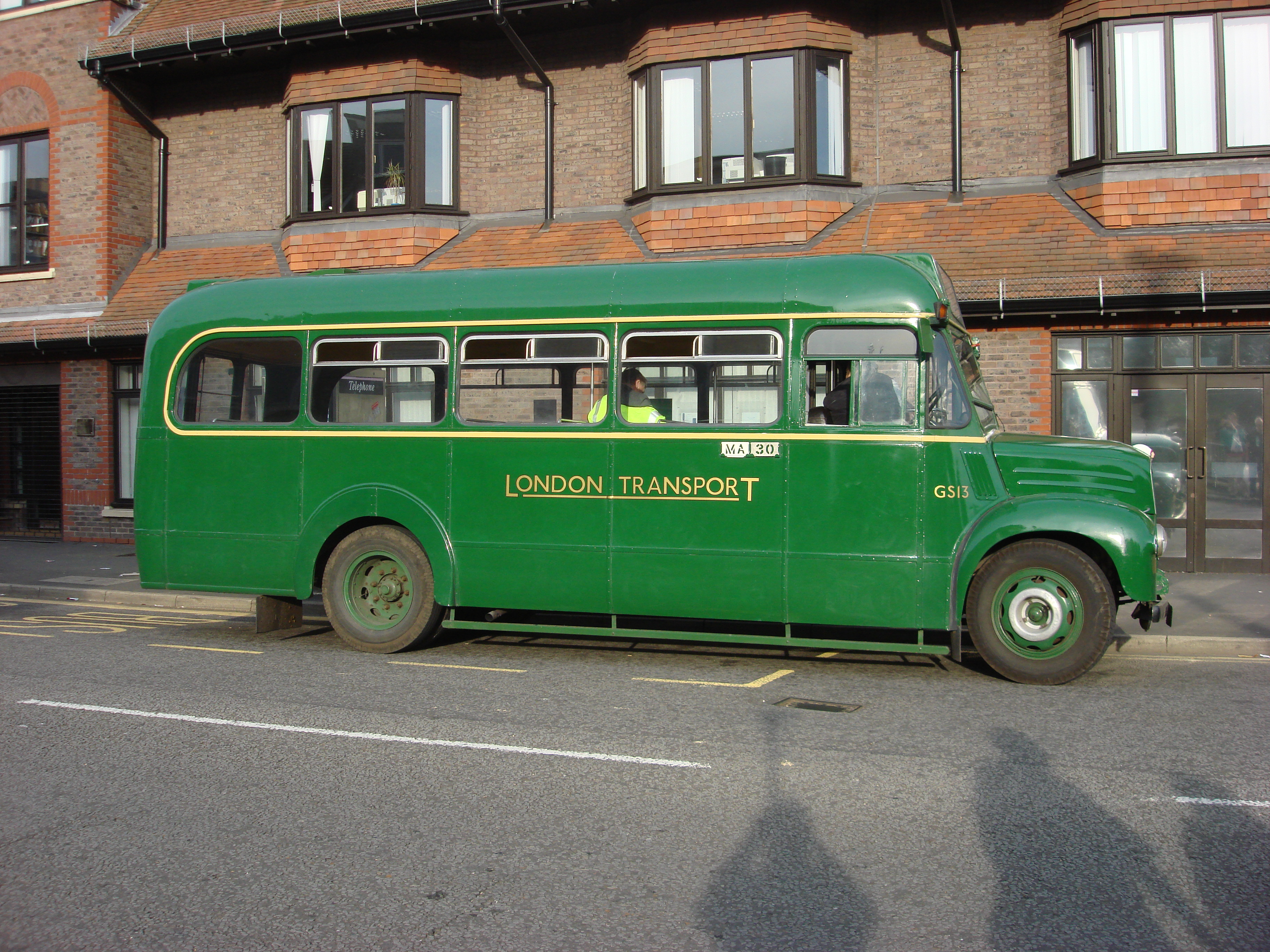
Een Londense Guy normaalstuurbus (torpedofrontbus) met de motor in de neus. In de beginjaren van de autobus het gebruikelijke model, maar nu voor grotere bussen niet meer toegepast

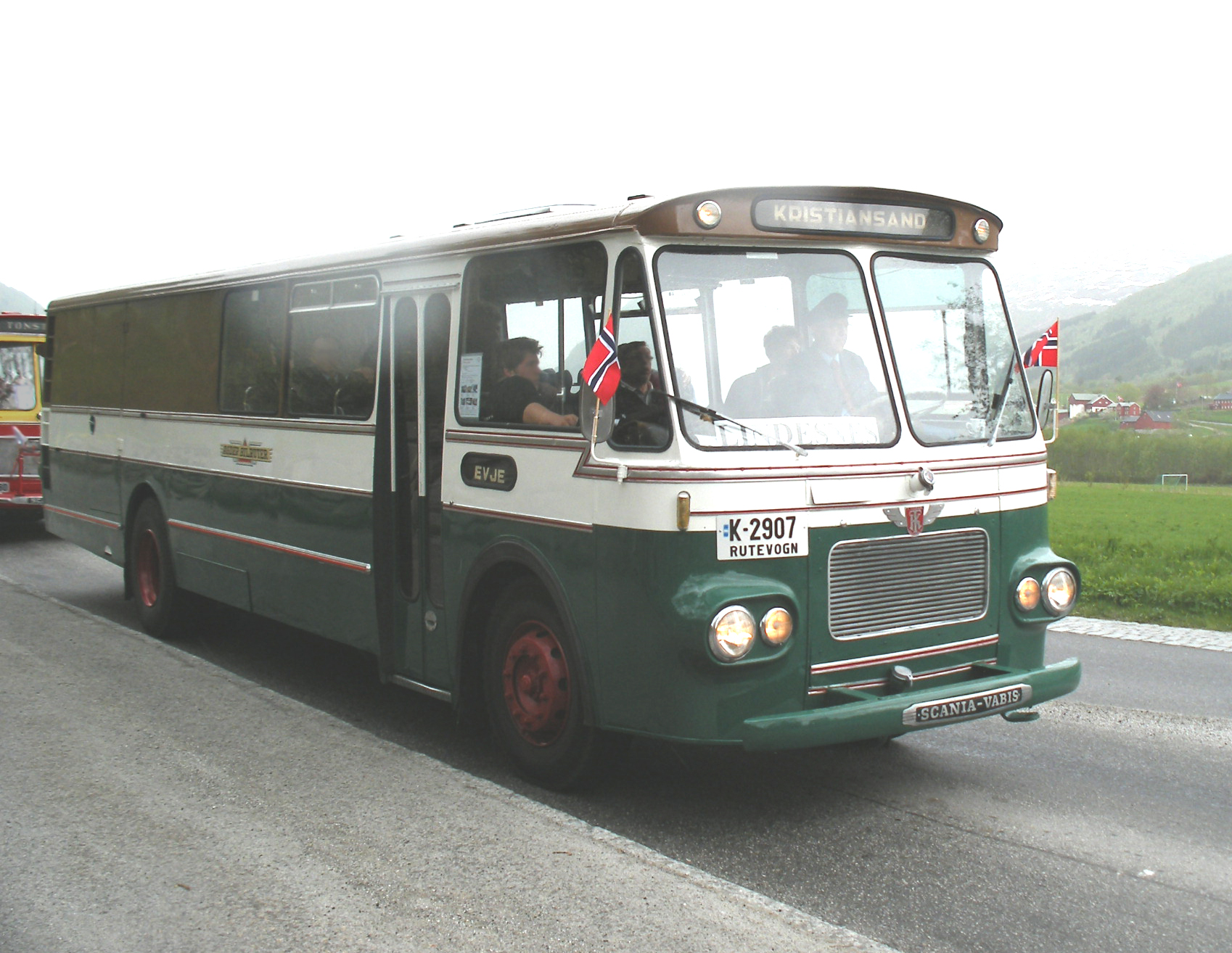
Een Noorse Scania-Vabis voorbesturingsbus (frontstuurbus), met de motor en besturingseenheid boven op de vooras en de instapdeur pas daarachter

Trambus is de algemeen toegepaste bouwwijze waarbij de gehele besturingseenheid van een autobus - en doorgaans ook de instapdeur - zich voor de vooras bevindt, naar analogie van het voorbalkon van het klassieke model van een tram.
Dit in tegenstelling tot:
- bussen met normaalstuur (torpedofrontbussen), waarbij de vooras en de motor zich in een neus bevinden voor de besturingseenheid, en
- bussen met voorbesturing (frontstuurbussen) waarbij de besturingseenheid zich recht boven de vooras bevindt, met de instapdeur daarachter.

Dezelfde driedeling in bouwwijzen doet zich voor bij vrachtauto's.
De in Den Haag gevestigde firma Adr. Beers, ontwierp en bouwde in 1933 de eerste bus in Nederland volgens het trambus-principe, de zogenoemde 'Beers-Tramcoach'. Het voertuig was een autobus, waarbij de chauffeur en de instapdeur vóór de vooras waren gesitueerd. Hierdoor werd de passagierscapaciteit groter, vond de kaartverkoop direct bij de chauffeur plaats en kon de bus een kleinere draaicirkel beschrijven door de kortere wielbasis dan de tot dan toe gebruikelijke modellen. Van dit model reden vanaf 1934 diverse exemplaren in Nederland, bijvoorbeeld op Terschelling (vervoersbedrijf Cupido), bij het GVB (Amsterdam) (lijn L) en de stadsbusdienst in Hilversum van MOGH/Van Emmerik. Het voertuig bood plaats aan 27 personen.
Tegenwoordig wordt de voorkeur gegeven aan het trambusmodel, omdat de reiziger dan direct instapt bij de chauffeur die zorg draagt voor de inning van de ritprijs. Bovendien levert deze indeling winst aan zitplaatsen op. De voorbesturingsvariant bestaat echter nog steeds, vooral bij minibussen, maar ook bij een experimenteel project als de rond Eindhoven rijdende Phileas werd dit ontwerp gevolgd. Ook voor landen met bergachtige streken en veel onverharde wegen, waar behoefte bestaat aan robuuste en eenvoudige bussen, wordt de frontstuurbus, met staande motor voorin, nog steeds gebouwd.
Hoewel de benaming 'trambus' ook voor de Tweede Wereldoorlog al gebruikt werd - in Nederland door de Kromhout-fabriek, die in 1936 zijn nieuwe ontwerp van een trambus leverde aan de TET - was het vooral de autofabrikant Ford die na 1945 grotere bekendheid aan deze benaming gaf door de introductie van de Ford-trambus, waarvan ongeveer 200 exemplaren in Nederland hebben gereden. Ook de Duitse fabrikant Büssing gebruikte 'trambus' als typeaanduiding en verbood Kromhout deze naam (ook) te gebruiken. Daarop wist Kromhout aan te tonen dat het de term 'trambus' al voor de oorlog gebruikte.
Overigens is de plaats van de instap niet bepalend voor de definitie trambus. Het busbedrijf Marnedienst te Zoutkamp en veel later ook het KLM-Autobusbedrijf hadden trambussen in dienst waarbij de instapdeur pas achter de vooras was gesitueerd. Deze bussen leenden zich niet voor eenmansbedrijf, omdat de chauffeursplaats zich nog verder van de instapdeur bevond dan bij de frontstuurbus.

## Andere betekenissen

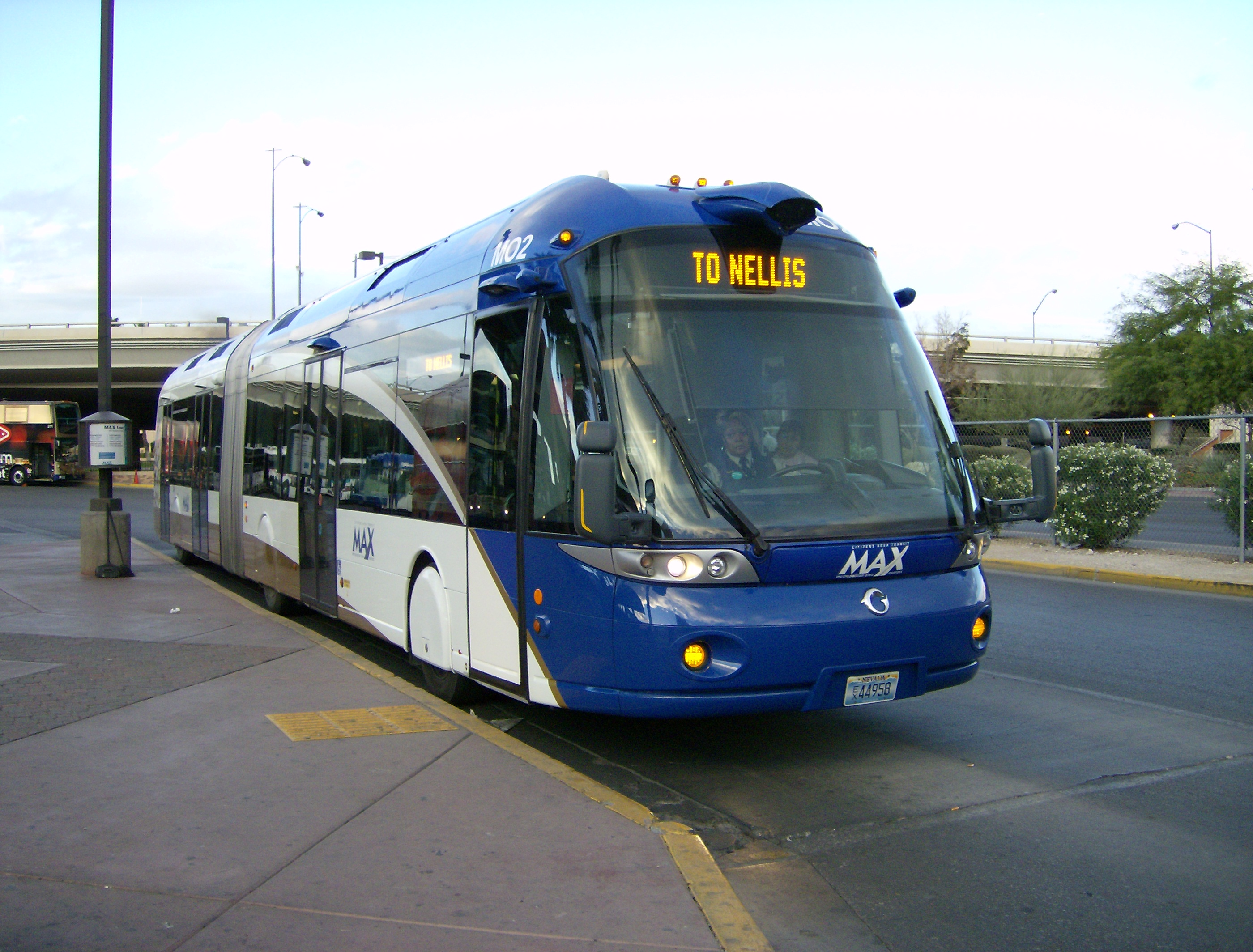
Irisbus Civis, moderne geleide bus in Las Vegas, ook wel trambus genoemd

Er worden nog maar weinig bussen met voorbesturing en nog minder normaalstuurbussen gebouwd, zodat de trambus de algemeen gekozen bouwwijze is. De term heeft een andere betekenis gekregen; ze wordt door busleveranciers en lokale plannenmakers vaak gebruikt vindingen waarin een autobus tramkenmerken heeft:
- Geleide bussen, waarvoor in Nederland ook plannen hebben bestaan onder de naam Trambus Nijmegen.
- Lange gelede bussen zoals de trambussen van De Lijn in Vlaanderen.